# Ordinul teatin

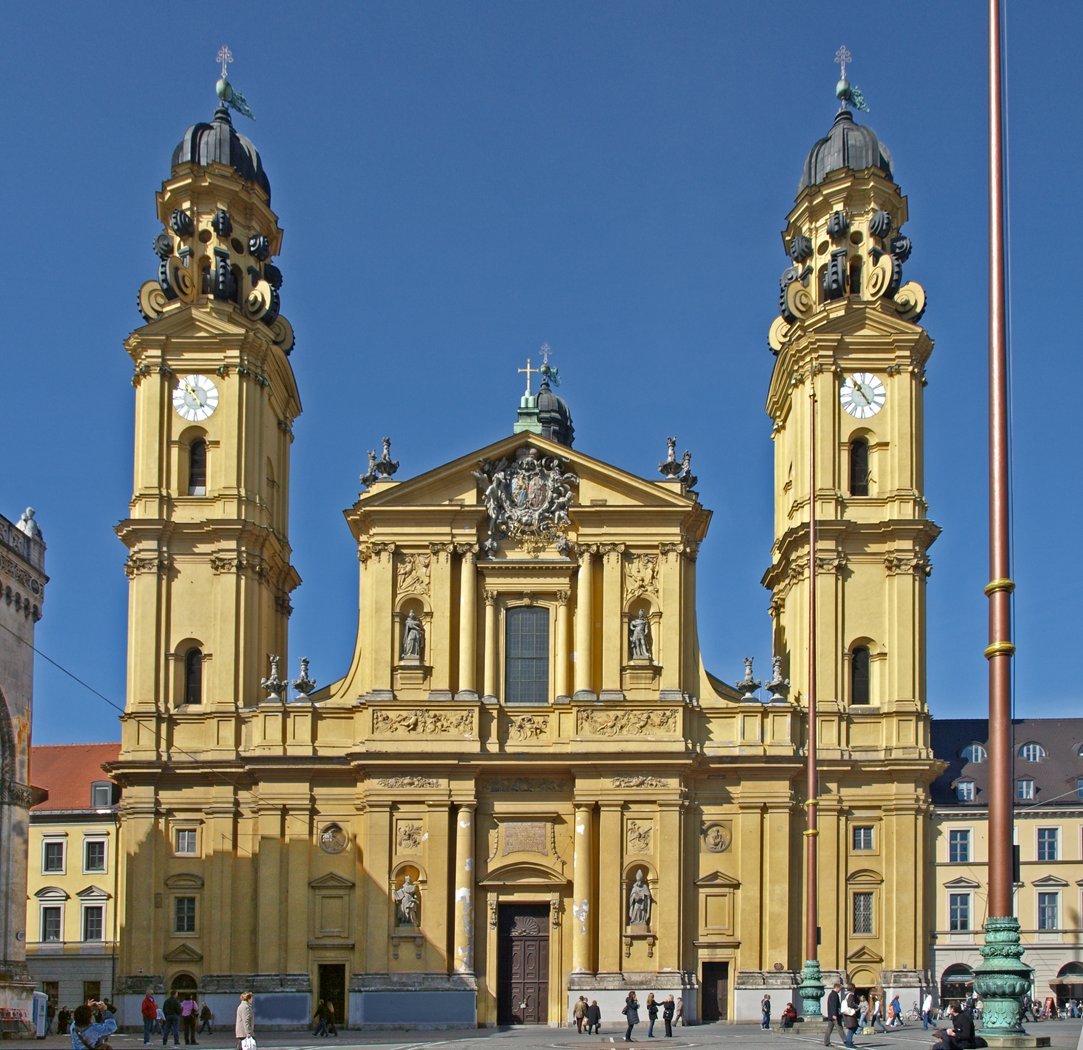
Theatinerkirche în München

Ordinul teatin (în latină Ordo Clericorum Regularium, acronim CRth sau OTheat) este un ordin romano-catolic masculin, al cărui nume provine de la denumirea latină a orașului Chieti, primul oraș episcopal al papei Paul al IV-lea.
Patronul ordinului este Sfântul Caietan (în italiană Gaetano, în germană Kajetan).

## Personalități
- Guarino Guarini (1624-1683), matematician și arhitect, autorul planului Bisericii San Lorenzo din Torino(en)
- Giuseppe Piazzi (1746-1826), matematician și astronom